# تفجيرات عاشوراء في أفغانستان 2011

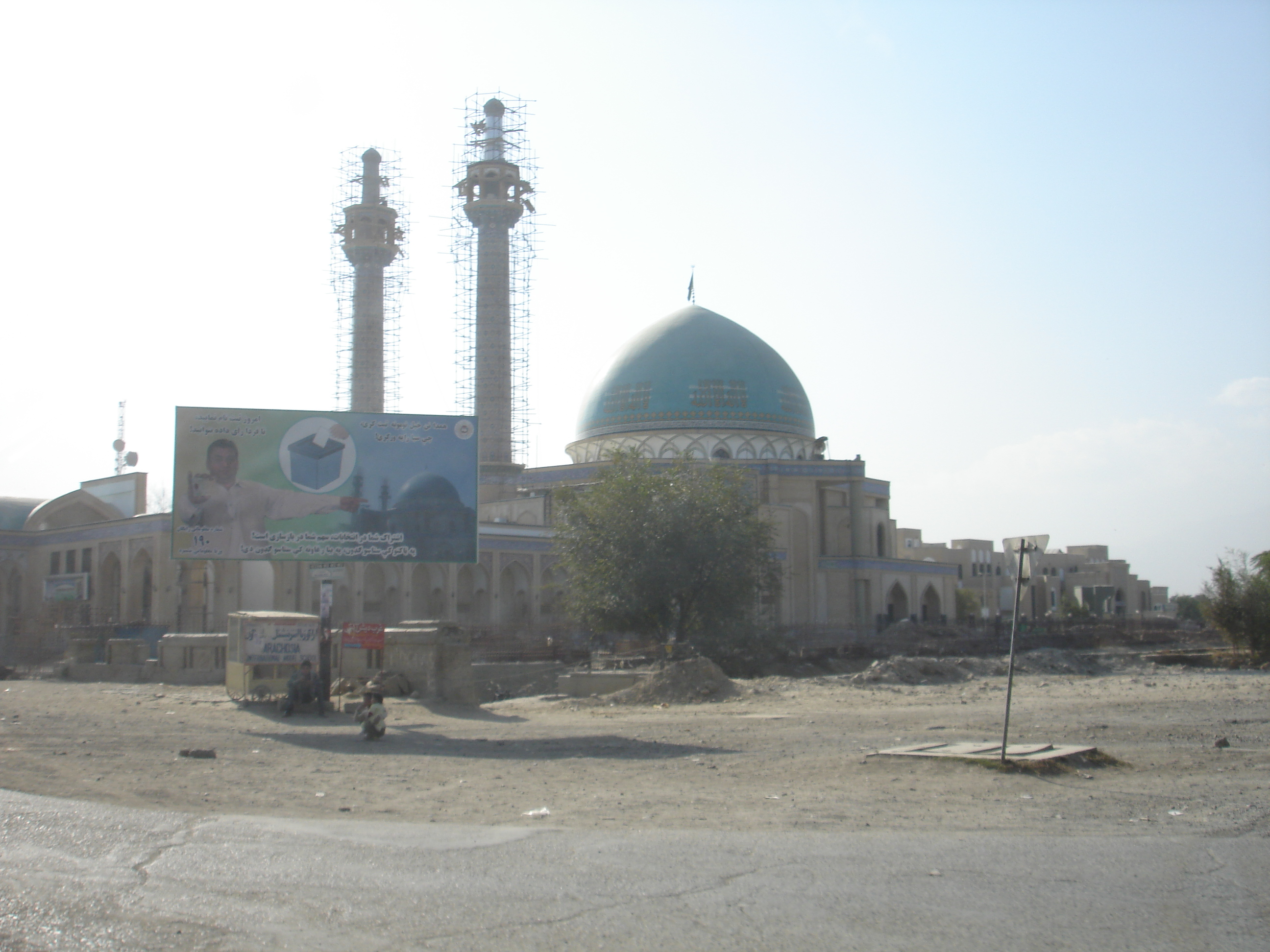
مزار ابوالفضل الذي استهدف عام 2011.

 تفجيرات عاشوراء في أفغانستان 2011 هي ثلاثة تفجيرات مختلفة وقعت في العاصمة الأفغانية كابول ومزار شريف وقندهار في يوم عاشوراء من عام 2011، وهو اليوم الذي يحيي فيه الشيعة ذكرى واقعة كربلاء. أسفرت هذه الهجمات عن مقتل 80 شخصا واصابة أكثر من 160 آخرين بجروح.
وقع الانفجار الأول عند بوابة أحد المزارات الشيعية في كابول، وبعد قليل انفجرت قنبلة في مدينة مزار شريف قرب مسجد الازرق. وكان الانفجار الثالث في مدينة قندهار الجنوبية.

## الهجمات

### كابول
في 6 ديسمبر 2011 عند الساعة 12 ظهرا (07:30 بتوقيت جرينتش) فجر انتحاري نفسه عند مدخل مزار أبوالفضل في حي مراد خان في كابول، عندما كان مئات الأفغان قد تجمعوا في المزار لإحياء مراسم عاشوراء، في ذكرى استشهاد الإمام الحسين في كربلاء. وقد أشارت التقارير إلى أن الانتحاري كان يحمل حقيبة ظهر وربما كانت مليئة بالمتفجرات. لكن وفقا للبيان الصادر عن وزارة الداخلية، كان الانتحاري يرتدي سترة ناسفة وفجر نفسه بين جمع من المشاركين في الذكرى.

### مزار شريف
وقع الانفجار الثاني بالقرب من المسجد الأزرق في مدينة مزار شريف شمال العاصمة الأفغانية. وحسب ما ورد إن القنبلة كانت مخبأة على دراجة، وانفجرت بعد قليل من انفجار كابل.

### قندهار
وقع الانفجار الثالث في مدينة قندهار بجنوب أفغانستان بعيدا عن أي من المساجد أو المزارات.

## الضحايا
اسفر الهجوم الأول في مزار أبو الفضل في كابول عن مقتل 60 مدنياً واصابة 150 آخرين من بينهم نساء وأطفال، وقد أودى انفجار مزار شريف بحياة 4 أشخاص على الأقل واصابة 17 آخرين بجراح. كما اصيب في انفجار قندهار 6 اشخاص. وقد وصل إجمالي عدد القتلى في جميع الهجمات إلى 80 شخصًا، واصابة أكثر من 160 آخرين.
اكدت السفارة الأمريكية في كابول مقتل مواطن أمريكي في أحد الهجمات.

## المسؤولية
ادعى أحد المنتمين إلى جماعة لشكر جهنكوي التي تتخذ من باكستان مقراً لها، وهو علي شير خدا في قناة بي بي سي بإن مجموعته كانت وراء هذه الهجمات.
في يونيو 2012، اعترف رجلان من ولاية ننكرهار في أفغانستان وهما رحيم جول وحبيب الله، بنقلهما الانتحاري من بيشاور في باكستان إلى كابل.
صرح المدعي العام في أفغانستان، محمد إسحاق ألوكو، بأن «الهجوم كان مخططًا ومنظمًا في بيشاور وتم تنفيذه في اليوم المقدس». وقال «إن التفجير كان محاولة لخلق انقسام بين المسلمين السنة والشيعة الأفغانيين»، وزعم أن «وكالة الاستخبارات الباكستانية متورطة في الهجوم».
في البداية، اتهم وزير الداخلية الأفغاني، بسم الله خان محمدي، طالبان بالوقوف وراء هجوم كابول، لكن نفى المتحدث باسم طالبان، ذبيح الله مجاهد، تورط الحركة. وقال الرئيس الأفغاني حامد كرزاي إنه سيبحث الأمر مع باكستان.